# Майлс, Энтони
Энтони Джон Майлс (англ. Anthony John Miles, 23 апреля 1955 года — 12 ноября 2001) — британский шахматист, первый британский гроссмейстер.

## Биография
Родился в Бирмингеме. В 1968 году выиграл чемпионат Великобритании до 14 лет, в 1973 году занял второе место на юниорском Чемпионате мира в Тиссайде, уступив только Александру Белявскому, но победив того в личной встрече. В следующем году Майлс победил на юниорском чемпионате мира в Маниле. Майлс поступил в Университет Шеффилда, но бросил его, чтобы профессионально заниматься шахматами.
В 1976 году Майлс стал первым британским гроссмейстером. До него гроссмейстерами становились Жак Мизес (1950 г.), эмигрировавший в Великобританию из Германии в зрелом возрасте, и игравший по переписке Кейт Ричардсон. За это достижение Майлс получил приз в 5000 фунтов. Всего через несколько месяцев звание гроссмейстера получил Реймонд Кин.
Майлс добился значительных успехов в конце 70-х — 80-х годах, в начале 1984 года он занимал 18-ю позицию в рейтинге Эло с рейтингом 2599. В 1984 году он выиграл турнир в Тилбурге, в следующем году разделил там же первое место с Виктором Корчным и Робертом Хюбнером. В 1982 году Майлс в первый и последний раз стал чемпионом Великобритании. За свою карьеру Майлс обыгрывал Смыслова, Таля и Спасского.
Член символического клуба Михаила Чигорина с 19 января 1980 года: на командном чемпионате Европы Майлс чёрными победил  чемпиона мира Анатолия Карпова, применив редкий дебют 1. e4 a6,на тот момент не имевший даже общепринятого названия (впоследствии стал известен как защита Святого Георгия). В течение долгого времени Майлс играл на первой доске за сборную Англии на шахматных олимпиадах. При этом Майлс ни разу не смог пробиться в турниры претендентов (первым британцем, кому это удалось, стал Найджел Шорт (1985 год)). По мнению Леонарда Бардена, Майлс не добился большего, так как слишком много играл в турнирах, разъезжая по миру и не давая себе времени для отдыха и подготовки.
В конце 1980-х Майлс ненадолго перебрался в США, где играл без особого успеха. В 1991 г. он вернулся в Великобританию. В 90-х годах Майлс трижды выигрывал Мемориал Капабланки в Гаване (1995, 1996, 1999), дошёл до полуфинала Гран-при Интел ПША по быстрым шахматам 1995 г. (победил Крамника и ван Вели, проиграл Майклу Адамсу), разделил первое—четвёртое место на турнире Континенталь Опен в Лос-Анджелесе с Суатом Аталиком, Любомиром Фтачником и Александром Белявским. В 2001 году он победил в Открытом Чемпионате Канады.
Майлс был дважды женат и не имел детей, оба брака закончились разводами. Его первой женой была Яна Хартстон, ранее бывшая замужем за британским шахматистом и журналистом Уильямом Хартстоном.
В 2001 году Майлс по состоянию здоровья выбыл из Чемпионата Великобритании. 12 ноября 2001 года он скончался от сердечного приступа. Седьмой раунд проходившего в то же время командного чемпионата Европы начался с минуты молчания в память о Майлсе.
В Новоиндийской защите есть Вариант Майлса: 1.d4 Кf6 2. c4 e6 3.Кf3 b6 4.Сf4.

## Изменения рейтинга
| График не отображается по техническим причинам. Чтобы исправить это, воспроизведите график в новом формате, если это возможно. |